# Афонін Михайло Антонович
Михайло Антонович Афонін (1 вересня 1908, село Шухурдіно Владимирської губернії, тепер Камєшковського району, Владимирської області, Російська Федерація — 11 червня 1973, місто Москва, тепер Російська Федерація) — радянський державний діяч, секретар ЦК КП Литви. Член Бюро ЦК КП Литви з 28 січня 1956 до 1957 року. Депутат Верховної ради Литовської РСР 3—4-го скликань (у 1951—1959 роках).

## Життєпис
З 1924 року — голова сільського комітету бідноти.
Член ВКП(б) з 1928 року.
З 1930-х років — «двадцятип'ятитисячник», радянський та партійний працівник у Владимирській та Івановській областях РРФСР.
У 1940—1941 роках — 1-й секретар Тракайського повітового комітету КП(б) Литви.
Під час німецько-радянської війни — 1-й секретар Тракайського підпільного повітового комітету КП(б) Литви; організатор у 1942 році партизанської бригади «Вітаутас».
У 1944—1946 роках — 1-й секретар Тракайського повітового комітету КП(б) Литви.
У 1949 році закінчив Вищу партійну школу при ЦК ВКП(б) у Москві.
У 1949—1950 роках — інструктор відділу партійних, профспілкових та комсомольських органів ЦК ВКП(б).
У червні 1950 — червні 1953 року — 2-й секретар Шяуляйського обласного комітету КП(б) Литви.
З липня 1953 до лютого 1954 року — на відповідальній роботі в ЦК КП Литви.
У лютому 1954 — січні 1956 року — завідувач відділу партійних органів ЦК КП Литви.
28 січня 1956 — 1957 року — секретар ЦК КП Литви.
З 1957 до 1968 року — відповідальний працівник Комітету народного контролю СРСР.
Потім — персональний пенсіонер у Москві.
Помер 11 червня 1973 року в Москві.

## Нагороди та відзнаки
- орден Червоного Прапора (4.02.1944)
- орден Вітчизняної війни І ст.
- орден Трудового Червоного Прапора (20.07.1950)
- медалі